# Еврейское историко-этнографическое общество
Еврейское историко-этнографическое общество (ЕИЭО) — еврейское научное общество, которое было создано в столице Российской империи городе Санкт-Петербурге в ноябре 1908 года (29.11.1908). Головной офис организации располагался в доме № 50 по Пятой линии Васильевского острова Петербурга. Семь лет спустя в этом-же доме организует свою штаб-квартиру другая еврейская организация — Еврейское общество поощрения художеств.
Еврейское историко-этнографическое общество в основном было сформировано из существовавшей ранее Историко-этнографической комиссии при Обществе распространения просвещения между евреями, от которой ей перешли архив и издания комиссии.
На учредительном собрании Еврейского историко-этнографического общества был избран комитет, которому поручалось управление организацией. Председателем комитета ЕИЭО был избран Максим Моисеевич Винавер, в товарищи (заместители) которому были назначены Семён Маркович Дубнов и Михаил Игнатьевич Кулишер.
Под руководством главы комитета была разработана программа деятельности, которая сводилась к собиранию материалов по истории и этнографии евреев в России и Польше, изданию систематических сборников актов и регест, изданию журнала и отдельных научных трудов, чтению рефератов и лекций и т. д. В соответствии с этой программой, уже в первый год своего существования ЕИЭО стало издавать трехмесячник «Еврейская старина» и выпустило второй том издания «Регесты и надписи. Свод материалов для истории евреев в России», охватывающий период с 1671 по 1739 год (первый том, за годы 80—1670, был издан в 1899 году Историко-этнографической комиссией).
В 1910 году Еврейское историко-этнографическое общество приступило к работам по изданию исторической еврейской хрестоматии на русском языке. С первого же года Общество стало устраивать бесплатные чтения. При Обществе положено начало архиву исторических и этнографических материалов. В 1909 году ЕИЭО насчитывало в своих рядах более 350 членов, среди которых, в частности, были М. Вишницер, С. Гольдштейн, М. Сыркин, Л. Штернберг, И. Шефтель, Л. Сев, Г. Слиозберг, С. Лозинский, И. Клейнман, С. Цинберг, А. Ф. Перельман и другие.
В доме, где была зарегистрирована организация, во многом благодаря усилиям Семёна Акимовича Раппопорта (Ан-ского) был обустроен Музей Еврейского историко-этнографического общества, который, с приходом советской власти, ждали множество лишений. Помощь ему оказывал Хайкл Лунский.
Еврейское историко-этнографическое общество продолжало свою работу даже после октябрьского переворота, однако было ликвидировано постановлением административного отдела Леноблисполкома от 6 декабря 1929 года.